# マングラー
『マングラー』（The Mangler）は、1995年のアメリカ映画。スティーヴン・キングの短編小説『人間圧搾機』の映画化作品。
加重平均値を用いて評価を算出するMetacriticでは、10人の批評家からの評価に基づき、100点満点中8点という著しく低い点数が付けられている。

## あらすじ
「ブルー・リボン洗濯工場」で働くシェリーが怪我をし、その際に出した血で、悪魔の取り憑いたプレス機マングラーは血の味を覚え、次々に殺人を繰り返す。
捜査に来たジョン・ハントン刑事とその友人のマークは暴走を止めるため奔走する。

## キャスト
| 役名                           | 俳優                     | 日本語吹替 |
| ------------------------------ | ------------------------ | ---------- |
| ウィリアム・"ビル"・ガートレー | ロバート・イングランド   | 大木民夫   |
| ジョン・ハントン               | テッド・レヴィン         | 小杉十郎太 |
| シェリー・ウエレット           | ヴァネッサ・パイク       | 岡本麻弥   |
| マーク・ジャクソン             | ダニエル・マトマー       | 宮本充     |
| リン・スー                     | リサ・モリス             | 弘中くみ子 |
| スタナー                       | デメトレ・フィリップス   | 安井邦彦   |
| 写真屋                         | ジェレミー・クラッチリー | 相沢正輝   |
| ラモス博士                     | テッド・ル・プラット     | 成田剣     |
| アネット・ジリアン             | アシュリー・ヘイデン     | 五十嵐麗   |
| フローリー夫人                 | ヴェラ・ブラッカー       | 水原リン   |
| ディメント                     | ダニー・キーオ           | 立木文彦   |
| 署長                           |                          | 立木文彦   |
| モリー                         |                          | 棚田恵美子 |
| 判事                           | ノーマン・クームズ       | 石波義人   |
| エレンショー夫人               | ナン・ハミルトン         | 金野恵子   |

| 湯屋敦子   | 麻丘夏未 | 伊藤栄次 |
| 山崎たくみ | 柳沢栄治 |          |

## スタッフ
- 監督：トビー・フーパー
- 製作：アナン・サイン
- 製作総指揮：ハリー・アラン・タワーズ、スディール・プラグジー、サニーヴ・シン、ヘレナ・スプリング
- 原作：スティーヴン・キング
- 脚本：トビー・フーパー、スティーブン・ブルックス、ピーター・ウェルベック
- 撮影：アムノン・サロモン
- SFX：スティーブン・ブルックス
- "マングラー"デザイン：ウィリアム・フーパー
- 特殊メイク：スコット・ウィーラー
- 音楽：バーリントン・フェロング
- 美術：デビッド・バーカム
- 編集：デビッド・ハイトナー
- 日本語字幕：菊池浩司

日本語版製作スタッフ
- 吹替翻訳：奥田葉月
- 吹替演出：田島荘三
- 調整:山下裕康
- 製作:プロセンスタジオ

## シリーズ作品
その後、二作の続編がリリースされてはいるが、どちらも評価は低い。
- マングラー2 (The Mangler 2)
内容に直接的な繋がりは無く、マングラーに取り憑いた悪魔がコンピューターへ取り憑き、最新の警備システムを備えた学園で暴走する。
- スライサー (The Mangler Reborn)
ブルー・リボン洗濯工場が閉鎖し、解体されたプレス機が異常者の手に渡り、殺人マシン『スライサー』として造り直され再び惨殺を繰り広げる。